# Sędziszów (gemeente)

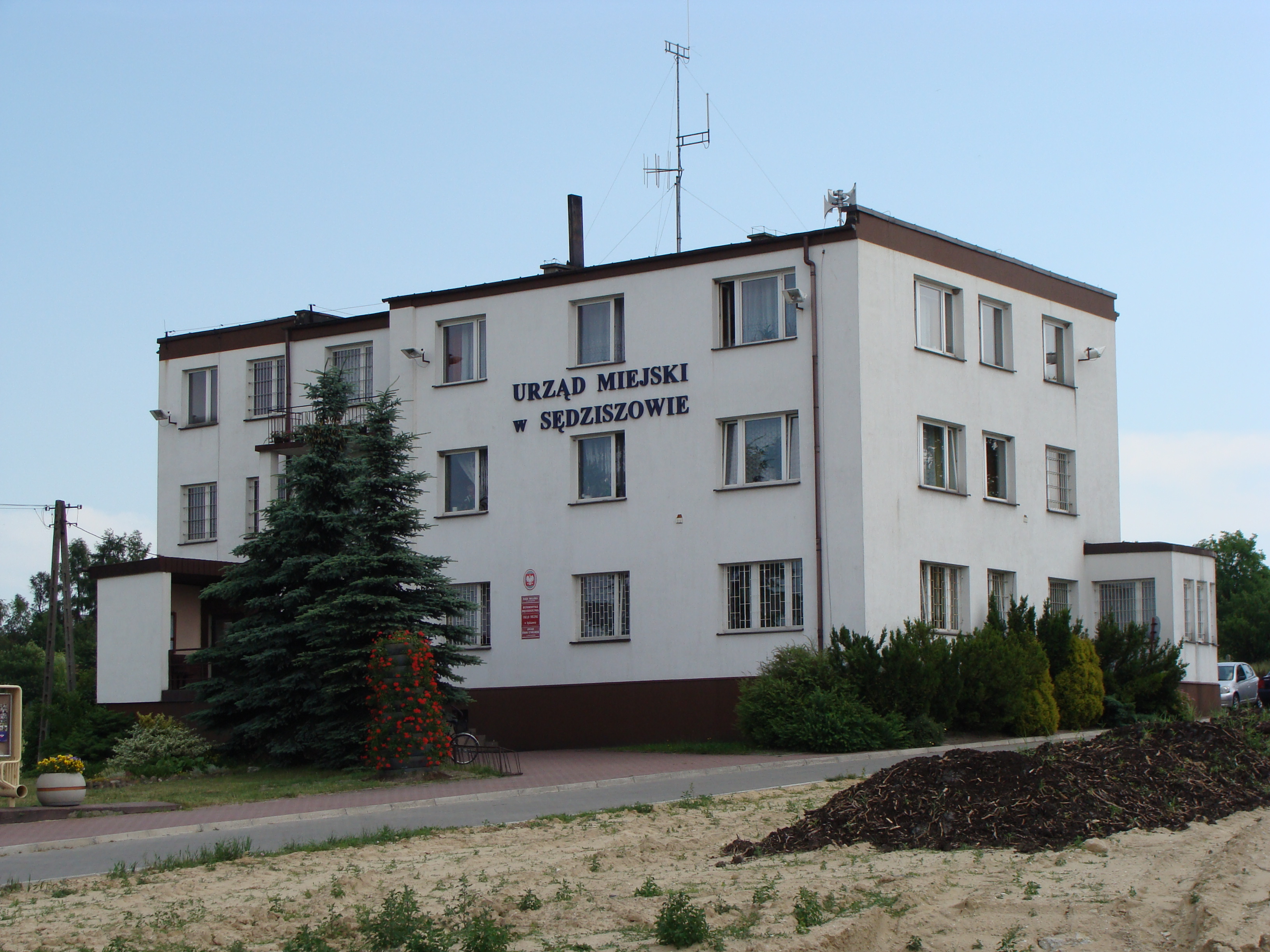
Gemeentehuis

De gemeente Sędziszów is een stad- en landgemeente in de Poolse woiwodschap Święty Krzyż, in powiat Jędrzejowski.
De zetel van de gemeente is in Sędziszów.
Op 30 juni 2004 telde de gemeente 13 228 inwoners.

## Oppervlakte gegevens
In 2002 bedroeg de totale oppervlakte van gemeente Sędziszów 145,71 km², waarvan:
- agrarisch gebied: 76%
- bossen: 15%

De gemeente beslaat 11,59% van de totale oppervlakte van de powiat.

## Demografie
Stand op 30 juni 2004:
| Omschrijving                   | Totaal | Totaal | Vrouwen | Vrouwen | Mannen | Mannen |
| ------------------------------ | ------ | ------ | ------- | ------- | ------ | ------ |
| eenheid                        | aantal | %      | aantal  | %       | aantal | %      |
| inwoners                       | 13 228 | 100    | 6632    | 50,1    | 6596   | 49,9   |
| bevolkingsdichtheid (inw./km²) | 90,8   | 90,8   | 45,5    | 45,5    | 45,3   | 45,3   |

In 2002 bedroeg het gemiddelde inkomen per inwoner 1149,8 zł.

## Administratieve plaatsen (sołectwo)
Aleksandrów, Białowieża, Boleścice, Borszowice, Bugaj, Krzelów, Czekaj, Czepiec, Gniewięcin, Grązów, Jeżów, Klimontów, Klimontówek, Krzcięcice, Łowinia, Marianów, Mierzyn, Mstyczów, Pawłowice, Piła, Piołunka, Podsadek, Przełaj Czepiecki, Słaboszowice, Sosnowiec, Swaryszów, Szałas, Tarnawa, Wojciechowice, Zielonki

## Aangrenzende gemeenten
Jędrzejów, Kozłów, Nagłowice, Słupia, Wodzisław, Żarnowiec